# Rusłana Suszko
Rusłana Ołeksandriwna Kyryczenko, po mężu Suszko (ukr. Руслана Олександрівна Кириченко-Сушко; ur. 22 lutego 1975 w Białej Cerkwi) – ukraińska koszykarka, występująca na pozycjach rozgrywającej lub rzucającej, reprezentantka kraju, olimpijka.

## Osiągnięcia
Na podstawie, o ile nie zaznaczono inaczej.

### Drużynowe
- Mistrzyni:
  - Ukrainy (1992–1996, 2003–2006)[2]
  - Bułgarii (2001)
  - Litwy (1999)
- Wicemistrzyni:
  - Ukrainy (1997)
  - Bułgarii (2002)
- Uczestniczka międzynarodowych rozgrywek:
  - Euroligi (2004/2005)
  - Eurocup (2005/2006)

### Indywidualne
(* – nagrody przyznane przez portal eurobasket.com)
- MVP sezonu ligi ukraińskiej (2006)*[2]
- Najlepsza zawodniczka ligi ukraińskiej, występująca na pozycji obronnej (2006)*[2]
- Zaliczona do I składu ligi ukraińskiej (2006)*[2]

### Reprezentacja
- Mistrzyni Europy (1995)[3]
- Uczestniczka:
  - igrzysk olimpijskich (1996 – 4. miejsce)[4]
  - mistrzostw Europy (1995, 1997 – 10. miejsce, 2001 – 11. miejsce, 2003 – 11. miejsce)[5][6][7]
  - kwalifikacji do Eurobasketu (2003, 2005)